# Залісся (Польща)
Залісся (пол. Zalesie) — село в Польщі, у гміні Красичин Перемишльського повіту Підкарпатського воєводства.
Населення — 234 особи (2011).

## Географія
Село розташоване на відстані 3 кілометри на південний схід від центру гміни села Красичина, 8 кілометрів на південний захід від центру повіту міста Перемишля і 58 кілометрів на південний схід від центру воєводства — міста Ряшіва.

## Історія
Відповідно до «Географічного словника Королівства Польського» в 1880 р. Залісся було присілком Красічина — села у Перемишльському повіті Королівства Галичини та Володимирії Австро-Угорщини.
У міжвоєнний час польська влада виділила польську колонію Залісся в окреме село.
У 1939 році в селі проживало 490 мешканців, з них 10 українців і 480 поляків. Село входило до ґміни Пралківці Перемишльського повіту Львівського воєводства. Греко-католики села належали до парафії Вільшани Перемиського деканату Перемишльської єпархії.
Наприкінці вересня 1939 р. село зайняла Червона армія. 27.11.1939 постановою Президії Верховної Ради УРСР село у складі повіту включене до новоутвореної Дрогобицької області. В червні 1941, з початком Радянсько-німецької війни, село було окуповане німцями. В липні 1944 року радянські війська оволоділи селом, а в березні 1945 року село зі складу Дрогобицької області передано Польщі. Українців добровільно-примусово виселяли в СРСР. Українське населення села, якому вдалося уникнути вивезення до СРСР, попало в 1947 році під етнічну чистка під час проведення Операції «Вісла» і було депортовано на понімецькі землі у західній та північній частині польської держави, що до 1945 належали Німеччині.
У 1975-1998 роках село належало до Перемишльського воєводства.

## Демографія
Демографічна структура станом на 31 березня 2011 року:
|          | Загалом | Допрацездатний вік | Працездатний вік | Постпрацездатний вік |
| -------- | ------- | ------------------ | ---------------- | -------------------- |
| Чоловіки | 117     | 29                 | 76               | 12                   |
| Жінки    | 117     | 27                 | 65               | 25                   |
| Разом    | 234     | 56                 | 141              | 37                   |

## Відомі особистості
В поселенні народився:
- Карло Коберський (1890—1940) — громадський і політичний діяч, кооператор.